# Ignác Schulcz
Ignác Schulcz (21. března 1894 Galanta – 6. října 1954 Haifa) byl československý politik maďarské národnosti, meziválečný poslanec Národního shromáždění za Československou sociálně demokratickou stranu dělnickou.

## Biografie
Byl tiskařem, postupně se stal největším akcionářem velkého tiskárenského závodu Typografia. Poté, co počátkem 20. let 20. století vznikla Komunistická strana Československa, se na východě Československa zúžil prostor pro samostatnou existenci sociálnědemokratické strany. Maďarsko-německá sociálně demokratická strana, která tu kandidovala v parlamentních volbách v roce 1920, už se v parlamentních volbách v roce 1925 ukázala jako neživotaschopná. Ignác Schulcz stál za obratem, při kterém se maďarští sociální demokraté roku 1926 začlenili do celostátní československé sociální demokracie. V rámci strany pak předsedal maďarské sekci. Udržoval dobré vztahy s Ivanem Dérerem.
V parlamentních volbách v roce 1935 získal Ignác Schulcz poslanecké křeslo v Národním shromáždění. Podle údajů z roku 1935 byl tajemníkem. Bydlel v Bratislavě. Poslanecké křeslo ztratil na podzim 1938 v souvislosti se změnami hranic Československa.
Po Michovské dohodě odešel do emigrace. V Londýně pak vedl skupinu pročeskoslovensky orientovaných Maďarů a byl členem Státní rady Československé. Po roce 1945 se do Československa nevrátil a přesídlil do USA, kde vedl organizaci nazvanou Demokratická společnost československých Maďarů.